# Campeonato Paulista de Aspirantes
O Campeonato Paulista de Aspirantes foi um torneio de futebol realizado no estado de São Paulo. Foi disputado simultaneamente ao campeonato principal entre 1943 e 1998, com alguns intervalos. Esse campeonato veio a substituir o Campeonato Paulista de Segundos Quadros.
Para os parâmetros da época, o Campeonato Paulista de Aspirantes, ao lado do Torneio Início, era o que diferenciava um campeonato oficial de torneios amistosos, que existiam. O tradicional torneio de aspirantes tinha muita importância na época e era bastante apreciado pela imprensa e pelo público, os torcedores o acompanhava com o mesmo interesse dos jogos dos times principais.

## Campeões
| Ano         | Campeão                |
| ----------- | ---------------------- |
| 1941        | Não houve              |
| 1942        | Não houve              |
| 1943        | São Paulo              |
| 1944        | São Paulo              |
| 1945        | São Paulo              |
| 1946        | São Paulo              |
| 1947        | São Paulo              |
| 1948        | Corinthians            |
| 1949        | Corinthians            |
| 1950        | Corinthians            |
| 1951        | Corinthians            |
| 1952        | Palmeiras              |
| 1953        | São Paulo              |
| 1954        | São Paulo              |
| 1955        | São Paulo              |
| 1956        | Palmeiras              |
| 1957        | Portuguesa             |
| 1958        | Palmeiras              |
| 1959        | Palmeiras              |
| 1960        | São Paulo              |
| 1961        | Santos                 |
| 1962        | São Paulo              |
| 1963        | Palmeiras              |
| 1964        | Corinthians            |
| 1965        | Corinthians            |
| 1966        | Corinthians            |
| 1967        | Não houve              |
| 1968        | Não houve              |
| 1969        | Não houve              |
| 1970        | Corinthians            |
| 1971        | Não houve              |
| 1972        | Portuguesa             |
| 1973        | Não houve              |
| 1974        | Não houve              |
| 1975        | Não houve              |
| 1976        | São Paulo              |
| 1977 a 1987 | Não houve              |
| 1988        | Guarani                |
| 1989        | Palmeiras              |
| 1990        | Noroeste               |
| 1991        | Ponte Preta            |
| 1992        | América                |
| 1993        | São Paulo              |
| 1994        | Grêmio Novorizontino** |
| 1995        | São Paulo              |
| 1996        | Guarani                |
| 1996        | São Paulo**            |
| 1997        | Portuguesa             |
| 1998        | Guarani                |

- Campeão invicto.
- Copa de Aspirantes.

### Títulos por clube
- São Paulo: 14
- Corinthians: 8
- Palmeiras: 7
- Guarani e Portuguesa: 3
- América, Grêmio Novorizontino, Noroeste, Ponte Preta e Santos: 1